# Enrico Schult

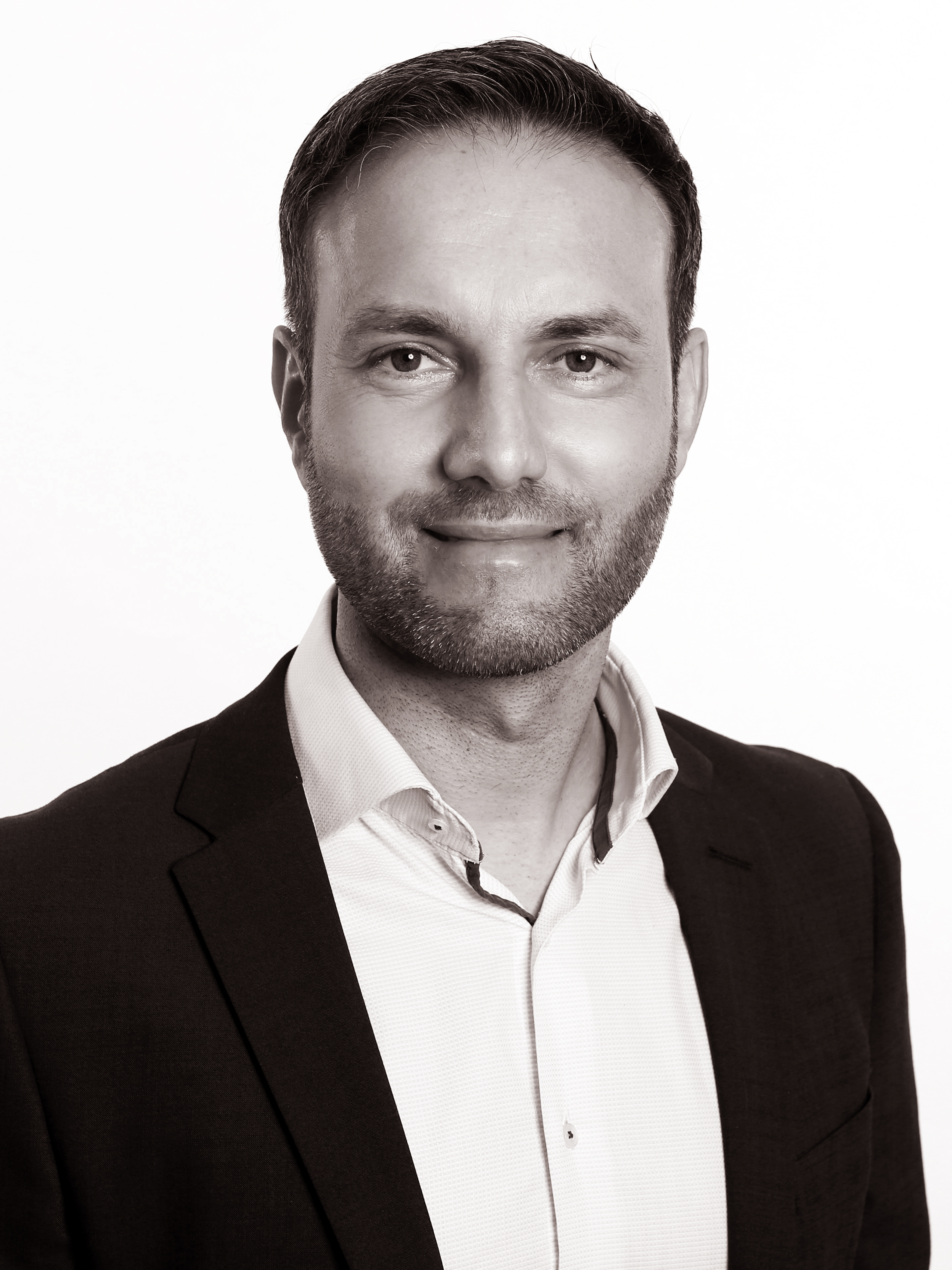
Enrico Schult, 2021

Enrico Schult (* 18. April 1979 in Demmin) ist ein deutscher Politiker der Partei Alternative für Deutschland (AfD). Seit 2021 ist er Abgeordneter des Landtags von Mecklenburg-Vorpommern, wo er stellvertretender Fraktionsvorsitzender der AfD-Fraktion ist. Seit Oktober 2021 ist er zudem gemeinsam mit Leif-Erik Holm Landesvorsitzender der AfD Mecklenburg-Vorpommern. Er ist Spitzenkandidat für die Landtagswahl 2026.

## Leben
Enrico Schult begann nach der Schule 1995 eine Ausbildung im Kataster- und Vermessungsamt des Landkreises Demmin, die er 1998 als Vermessungstechniker abschloss. Nach anschließender Qualifizierung im Beruf absolvierte Schult im Jahr 2000 seinen Wehrdienst und war anschließend weiterhin als Vermessungstruppführer im Außendienst des Katasteramtes tätig.
Schult ist verheiratet und Vater zweier Kinder.

## Politik
Enrico Schult ist seit 2015 Mitglied der Alternative für Deutschland (AfD) und seit 2020 Vorsitzender des AfD-Kreisverbandes Mecklenburgische Seenplatte. Zudem ist er seit 2014 Finanzausschussvorsitzender in seiner Heimatgemeinde Nossendorf und seit 2019 Mitglied im Regionalen Planungsverband des Landkreises Mecklenburgische Seenplatte.
Bei der Landtagswahl im September 2021 zog er mit 27,4 % der abgegebenen Stimmen im Wahlkreis 13 (Mecklenburgische Seenplatte I - Vorpommern Greifswald I) als einziger AfD-Direktkandidat in den Landtag von Mecklenburg-Vorpommern ein. Im Schweriner Landtag ist Schult als stellvertretender Fraktionsvorsitzender für Bildungs- und Finanzpolitik verantwortlich. Als Abgeordneter ist er ordentliches Mitglied im Bildungsausschuss und stellvertretender Vorsitzender im Finanzausschuss.
Beim Landesparteitag in Grevesmühlen wählten ihn die Mitglieder am 23. Oktober 2021 mit 115 Ja- und 22 Nein-Stimmen zum Landessprecher neben Leif-Erik Holm, 2023 wurden beide wiedergewählt; Schult mit 234 Ja-Stimmen bei 45 Nein-Stimmen.
Er kandidierte 2025 bei der Landratswahl im Landkreis Mecklenburgische Seenplatte und unterlag in der Stichwahl mit 40,3 Prozent gegen Thomas Müller (CDU).